# مارتن روكر
مارتن روكر (بالإنجليزية: Martin Rucker)‏ هو لاعب كرة قدم أمريكية أمريكي، ولد في 4 مايو 1985 في سانت جوزيف في الولايات المتحدة.

## وصلات خارجية
- مارتن روكر على موقع مرجع كرة القدم المحترفة.كوم (الإنجليزية)